# Портрет Петра Васильевича Денисьева
«Портрет Петра Васильевича Денисьева» — картина Джорджа Доу и его мастерской из Военной галереи Зимнего дворца.
Картина представляет собой погрудный портрет генерал-майора Петра Васильевича Денисьева из состава Военной галереи Зимнего дворца.
С начала Отечественной войны 1812 года полковник Денисьев был шефом Бутырского пехотного полка и командовал 2-й бригадой 24-й пехотной дивизии, отличился в Бородинском сражении. В Заграничных походах 1813—1814 годов за отличие в Битве народов под Лейпцигом получил чин генерал-майора.
Изображён в генеральском мундире, введённом для пехотных генералов 7 мая 1817 года. Слева на груди звезда ордена Св. Анны 1-й степени; справа на груди кресты орденов Св. Георгия 4-го класса и Св. Владимира 4-й степени и серебряная медаль «В память Отечественной войны 1812 года» на Андреевской ленте. С тыльной стороны картины надпись: Denesieff 2s. Подпись на раме: П. В. Денисьевъ 2й, Генералъ Маiоръ.
7 августа 1820 года Комитетом Главного штаба по аттестации Денисьев был включён в список «генералов, заслуживающих быть написанными в галерею» и 22 июля 1822 года император Александр I приказал написать его портрет. В Инспекторском департаменте Военного министерства имеется письмо от 26 ноября 1824 года начальника 11-й пехотной дивизии генерал-лейтенанта Ф. И. Талызина: «Честь имея препроводить при сём к Вашему Превосходительству портрет командира 3 бригады вверенной мне дивизии генерал-майора Денисьева, покорнейше прошу Ваше Превосходительство о получении оного почтой меня уведомить и по снятии копии возвратить ко мне для доставления генерал-майору Денисьеву». Гонорар Доу был выплачен 4 апреля 1824 года и 21 июня 1827 года. Готовый портрет был принят в Эрмитаж 8 июля 1827 года. Поскольку предыдущая сдача готовых портретов в Эрмитаж состоялась 18 октября 1826 года, то галерейный портрет Денисьева можно считать исполненным между этими датами. Местонахождение портрета-прототипа современным исследователям неизвестно.